# Беленко, Марклен Николаевич
Беленко, Марклен Николаевич (род. в 1950 году) — советский и российский композитор, пианист, дирижёр. Автор эстрадных песен (наиболее известны «Забудем ссоры», «Лучше вас нет», «Земля моя»), инструментальной музыки.

## Биография
Марклен Беленко — известный композитор и пианист. В 1968 году окончил Государственное музыкальное училище имени Гнесиных. Как композитор сотрудничал с такими поэтами, как Евгений Евтушенко, Сергей Алиханов Александр Жигарев, Карина Филиппова-Диодорова. Песни Марклена Беленко входили в репертуар Иосифа Кобзона, Николая Караченцова, Нагимы Ескалиевой и других исполнителей. С 1989 года некоторое время работал дирижёром в Московском цирке на Цветном бульваре.

## Известные песни
- «Забудем ссоры» (слова Сергея Алиханова и Александра Жигарева), исполняет Николай Караченцов
- «Лучше вас нет» (слова Карины Филипповой-Диодоровой), исполняет Иосиф Кобзон
- «Земля моя» (слова Геннадия Георгиева), исполняет Нагима Ескалиева

## Фильмография

### Композитор
- 1986 — «По собственному желанию» (мультфильм)

### Участие в фильмах
- 1982 — «Свидание назначила Татьяна Шмыга» (фильм-спектакль)[8]